# Šelikan
Šelikan (in russo Шеликан?) è un'isoletta russa che si trova nella parte nord-occidentale della baia del Tauj (Тауйская губа), nel Mare di Ochotsk, nell'Estremo Oriente russo.

## Geografia
L'isola si è formata 5—6 000 anni fa, come le altre due isole del golfo del Tauj: Vdovuška e Umara. È situata in un'insenatura interna alla baia del Tauj: il golfo Amachtonskij (Aмахтонский залив), alla foce del fiume Tauj. Šelikan è popolata da una colonia di gabbiani dorsoardesia.